# George Harrison
George Harrison MBE  (Liverpool, 25 februari 1943 – Los Angeles, 29 november 2001) was Brits muzikant en gitarist van de popgroep The Beatles. Hij maakte vrijwel vanaf het begin deel uit van de groep en stond bekend als de “Stille Beatle”.

## Levensloop
Op Harrisons geboortecertificaat staat 25 februari als geboortedatum, maar Harrison ontdekte op 40-jarige leeftijd dat hij op 24 februari geboren is. Hij werd kort voor middernacht geboren, maar door alle consternatie werd dat niet opgemerkt door de vroedvrouw, die prompt 25 noteerde.

### Beatle George
Zijn muzikale loopbaan begon op school, waar hij in de band The Quarrymen speelde, samen met zijn vrienden John Lennon en Paul McCartney, die hem bij Lennon had geïntroduceerd. Met Paul, John, Stuart Sutcliffe (overleden in 1962) en Pete Best (later vervangen door Ringo Starr) vormde hij in 1959 de band Silver Beetles. In 1960 veranderden ze de naam in The Beatles en werd hen gevraagd om in Hamburg op te treden. Dat is het begin van het succesverhaal van de groep, dat tien jaar geduurd heeft. Uit die tijd stamt het nummer Cry for a Shadow, een instrumentaal nummer dat geschreven is door George Harrison en John Lennon en door The Beatles als de Beat Brothers werd opgenomen op 22 juni 1961, tijdens de opnamesessies met zanger Tony Sheridan.
Als componist werd hij binnen de Beatles, naar eigen zeggen, nooit helemaal erkend en ondergesneeuwd door het grote succes en de dominantie van John Lennon en Paul McCartney, die overigens vanaf het begin zijn gitaarspel roemden. Het eerste door Harrison geschreven Beatles-nummer is Don't Bother Me, dat in 1963 voor het eerst verscheen op het album With the Beatles. Twee jaar later schreef hij het nummer I need you voor Help!. If I Needed Someone, door velen beschouwd als zijn beste nummer tot dan toe, verscheen op het album Rubber Soul en werd live gespeeld tijdens de tournee van de Beatles door de V.S.

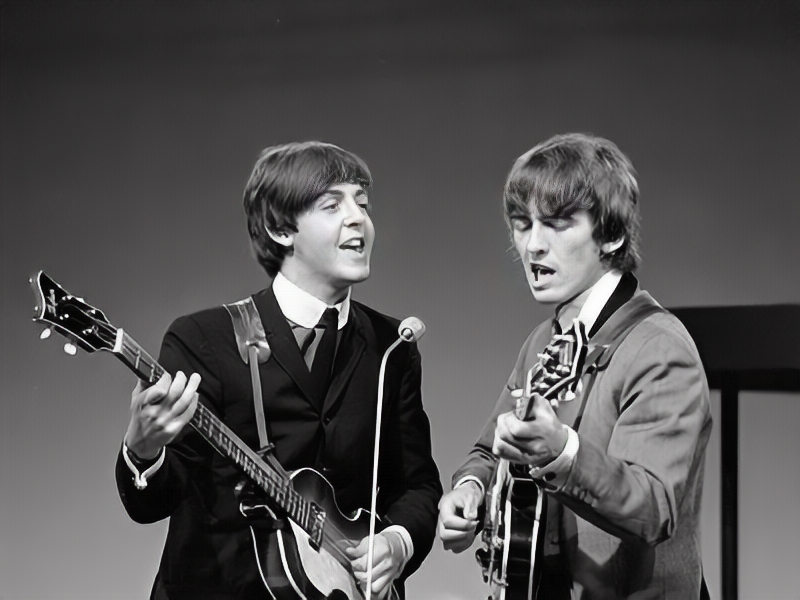
Paul McCartney en Harrison tijdens een Beatles concert in Nederland, 1964

Op Revolver uit 1966 verschenen de door hem geschreven nummers Taxman, Love You To, en I Want to Tell You. Taxman was voor George een overwinning. Het was de eerste en enige keer dat zijn nummer een Beatles-lp mocht openen.
In 1967 schreef Harrison Within You Without You voor het album Sgt. Pepper's Lonely Hearts Club Band en voor de film Magical Mystery Tour schreef hij Blue Jay Way. The Inner Light was, als B-kant van Lady Madonna, in 1968 het eerste nummer van Harrison dat op een single verscheen. Harrison maakte vervolgens indruk met While my guitar gently weeps op het album The Beatles (1968). Op dat album stonden ook zijn composities Piggies, Long, Long, Long en Savoy Truffle. Op de soundtrack van de tekenfilm Yellow Submarine verschenen twee composities van Harrison, te weten Only a Northern Song en It's All Too Much.
Pas in 1969 werd Harrison door de recensenten muzikaal op één lijn gesteld met Lennon en McCartney na het verschijnen van de elpee Abbey Road waarop zijn composities Something en Here Comes the Sun staan. Hij schreef in deze periode ook het nummer Old Brown Shoe, de B-kant van de single The Ballad of John and Yoko. Something verscheen in 1969 als eerste Harrison-compositie als Beatles-single, gecombineerd met Come Together als dubbele A-kant. Het is na Yesterday het Beatlesnummer met de meeste covers. Op het als laatste uitgebrachte Beatles album Let It Be verschenen nog twee composities van Harrison, te weten I Me Mine en For You Blue.

### Solocarrière en leven na het uiteenvallen van The Beatles

#### 1968-1973
In november 1968 werd de eerste soloplaat van Harrison uitgebracht onder de titel Wonderwall Music. Het jaar erop verscheen Electronic Sounds waarop Harrison met de minimoog-synthesizer experimenteerde. Nadat McCartney de Beatles in april 1970 verliet, ging ieder zijns weegs. Harrison begon een solocarrière. Nog in 1970 verscheen zijn derde album All Things Must Pass, met daarop de grote hit My Sweet Lord. Het is meteen een driedubbel album: het is duidelijk dat Harrison wil laten horen wat hij al die jaren niet kwijt kon op de Beatles-albums. Veel materiaal werd al uitgeprobeerd in de Beatlestijd. De titelsong All things must pass bijvoorbeeld, maar ook Let It Down, Hear Me Lord en Isn’t It A Pity.
Het muziekblad Rolling Stone plaatste All things must pass op de 437ste plaats in een lijst van de "500 Greatest Albums of All Time". Het is een klassiek album van de jaren zeventig. Later kon hij het album kwalitatief niet meer evenaren.
Zijn belangstelling voor oosterse spiritualiteit (die veroorzaakt werd doordat hij op de set van de film Help! een aantal Indiase muzikanten die in de film het lied A Hard Day's Night op sitar speelden ontmoette) bracht hem aan de voeten van Indiase goeroes. Dit had zijn weerslag op zijn muziek. Midden jaren zestig al verwerkte hij oosterse instrumenten zoals de sitar in nummers van de Beatles (Lennons Norwegian Wood (This Bird Has Flown) (1965) en zijn eigen Love You To uit 1966). 

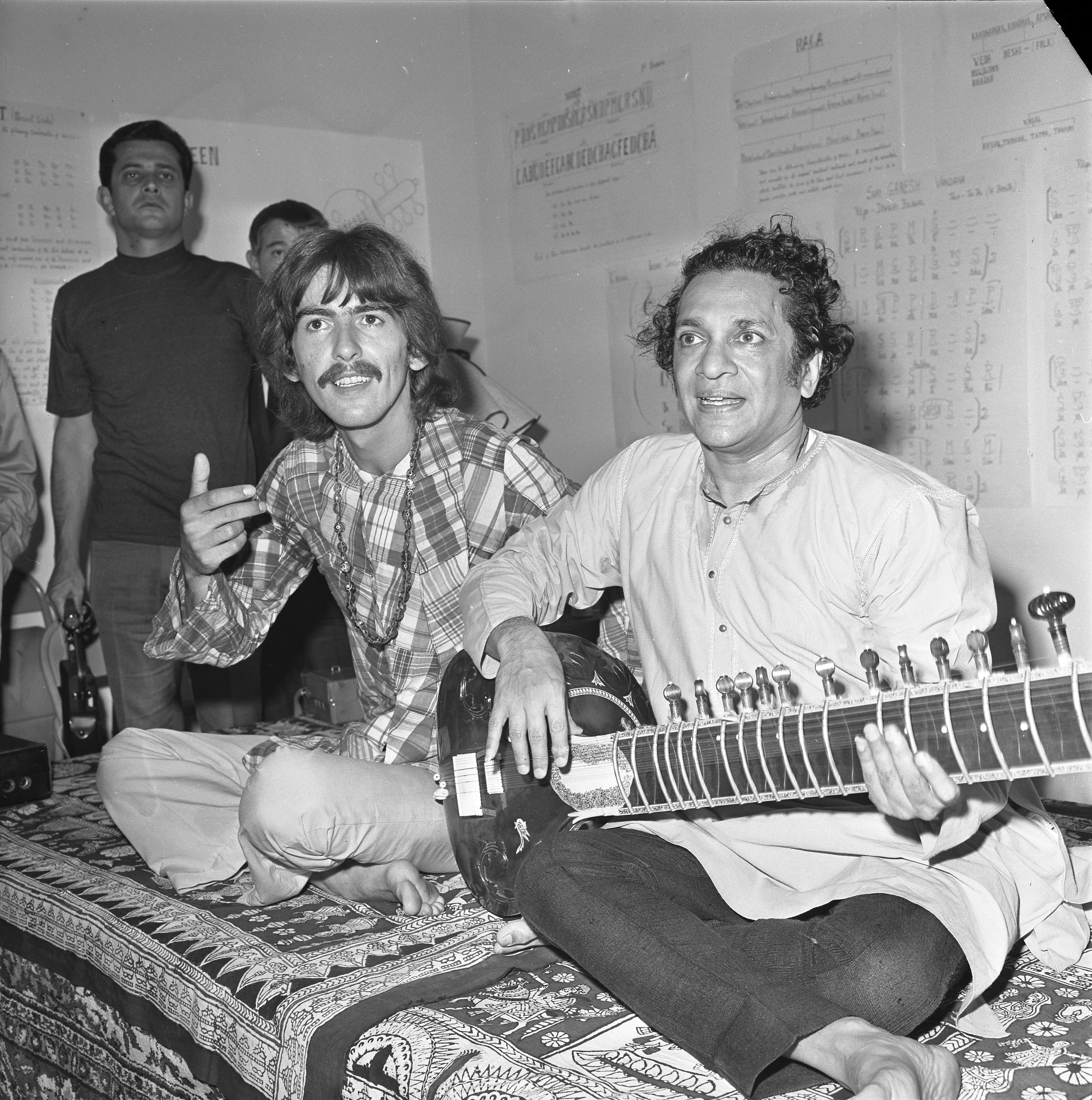
Harrison met Ravi Shankar in Los Angeles, 1967

Later trad hij op met Ravi Shankar zoals tijdens het benefietconcert voor Bangladesh in 1971, waar ook Eric Clapton en Bob Dylan optraden. Het feit dat niet de gehele opbrengst van dit concert bij de bevolking van Bangladesh terechtkwam, vergrootte zijn wantrouwen in de muziekindustrie.

#### 1974-1982
In 1974 startte Harrison een liefdadigheidsstichting en een platenlabel die naar zijn laatste twee albums werden genoemd; ook ging hij als eerste oud-Beatle op tournee door de Verenigde Staten. De verwachtingen waren hooggespannen, maar in plaats van een greatest hits show te spelen liet Harrison een aantal nummers over aan Billy Preston en in een van de spaarzame Beatle-klassiekers zong hij “In my life I love God more”. Harrison, die voor zijn perspakket een tien jaar oude vragenlijst actualiseerde, verwierp alle kritiek met de uitspraak “Wie 'Beatle George' wil kan bij Wings terecht”.
In 1976 werd Harrison voor de rechter gedaagd wegens plagiaat; als reactie nam hij voor zijn album Thirty-three and a Third het nummer This Song op dat ook de eerste single werd. Begin 1977 verscheen de opvolger Crackerbox Palace; Harrison kwam naar Nederland voor promotie en gaf een tv-interview.
In 1979 bracht Harrison een titelloos album uit met de Amerikaanse top 20-hit Blow Away. Datzelfde jaar speelde hij met Paul McCartney en Ringo Starr op de bruiloft van zijn ex-vrouw Pattie Boyd en Eric Clapton. De kans om dit over te doen met de volledige Beatlesbezetting, zoals McCartney had gehoopt, is na 1980 voorgoed verkeken doordat John Lennon werd vermoord.
Als eerbetoon schreef Harrison All Those Years Ago dat hij in 1981 met McCartney en Starr opnam; het werd een hit in de Verenigde Staten en staat op het album Somewhere in England.
Na Gone Troppo uit 1982 leek Harrison zich uit de muziekwereld terug te willen trekken; hij noemde z'n Beatles-tijd "een nachtmerrie", verhuisde voor enige tijd naar Australië en weigerde het ereburgerschap van Liverpool in ontvangst te nemen. Incidenteel waren er gastoptredens bij het heropgerichte Deep Purple, Carl Perkins en Electric Light Orchestra.

#### 1987-2001
In 1987 maakte Harrison zijn comeback met het door Jeff Lynne geproduceerde album Cloud Nine. De nummers Got My Mind Set on You en When We Was Fab brachten hem terug naar de hoogste regionen van de hitparade.
In 1988-1990 had Harrison veel succes als prominent lid van de band Traveling Wilburys, met Roy Orbison, Bob Dylan, Tom Petty en Jeff Lynne. Deze band maakte twee albums en werd tussendoor getroffen door het overlijden van Orbison en kort daarop ook van diens beoogde opvolger Del Shannon.
Eind 1991 toerde Harrison met de band van Eric Clapton door Japan. Ditmaal speelde hij wel Beatleklassiekers. Op 6 april 1992 volgde een benefietconcert zonder Clapton. Gary Moore en Ringo Starr verzorgden gastoptredens. Plannen voor verdere concerten werden afgeblazen, al deed Harrison in oktober 1992 nog wel mee aan The 30th Anniversary Concert Celebration ter ere van Bob Dylans 30-jarige artiestenjubileum. Zijn bijdragen waren Absolutely Sweet Marie, If Not For You en het met Roger McGuinn, Petty, Neil Young, Clapton en Dylan gezamenlijk uitgevoerde My Back Pages.

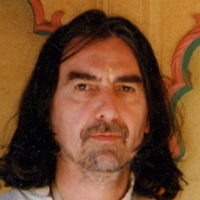
George Harrison in 1996

In 1997 bracht Harrison een cd uit met Ravi Shankar; deze werd echter overschaduwd door controversiële uitspraken over acts als Oasis, de Spice Girls en U2.
In 2002 verscheen postuum zijn laatste album Brainwashed. Het album is afgemaakt door zoon Dhani Harrison en Jeff Lynne en ontving lovende kritieken.

### Producties voor anderen
Naast zijn eigen werk, heeft George Harrison een aantal albums voor anderen geproduceerd, waaronder:
- Is This What You Want? van Jackie Lomax (1969)
- That's the Way God Planned It van Billy Preston (1969)
- Encouraging Words van Billy Preston (1970)
- Doris Troy van Doris Troy (1970)
- Straight Up van Badfinger (1971)
- Footprint van Gary Wright (1971)
- Joi Bangla van Ravi Shankar (1971)
- The Place I Love van Splinter (1974)
- Chants of India van Ravi Shankar (1997)

### Andere projecten

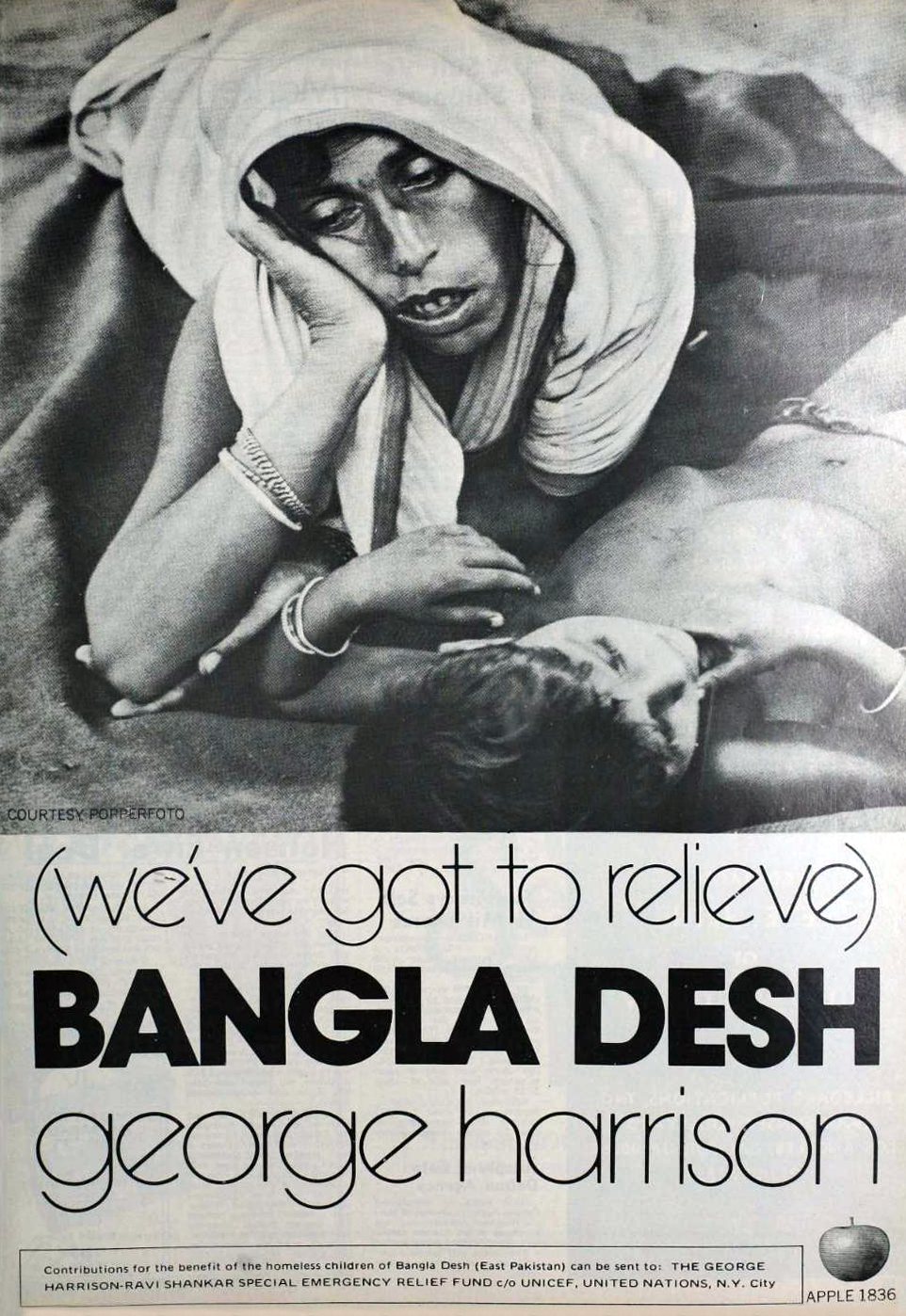
Promotie-poster voor de single Bangla Desh (1971)

Harrison stond bekend als de wat verlegen filosoof van de groep, die ook belangstelling had voor andere zaken dan muziek. Zo zette hij zich als organisator van the concert for Bangladesh in voor de slachtoffers van de grote overstroming in Bangladesh. The concert for Bangladesh was, veertien jaar voor Live Aid, het eerste benefietconcert van deze omvang. 
Verder deed Harrison mee aan een aantal speelfilms. Zo had hij in 1978 een cameo in de mockumentary All You Need Is Cash (ook bekend als The Rutles), een parodie op de Beatles. In 1979 produceerde hij de Monty Python-film Life of Brian, waarvoor hij samen met Denis O’Brien de productiemaatschappij HandMade Films oprichtte. De productiemaatschappij produceerde vervolgens tal van films, waaronder Terry Gilliams Time Bandits  en Shanghai Surprise, een film met Madonna waarvoor Harrison de titelsong schreef. Hij verkocht zijn productiemaatschappij in 1994 voor ruim 9 miljoen euro wegens dalende winsten.

### Persoonlijk

#### Huwelijken en kinderen
George Harrison trouwde op 21 januari 1966 met Pattie Boyd. Harrison leerde Boyd kennen op de set van de Beatles-film A Hard Day's Night. Harrison en Boyd scheidden op 9 juni 1977. Zij huwde later Harrisons vriend Eric Clapton. Harrison huwde op 2 september 1978 met Olivia Arias. Hun zoon Dhani werd een maand voor hun huwelijk geboren.

#### Ziekte en overlijden
In 1998 werd bekend dat George Harrison werd behandeld voor keelkanker. Op 9 juli 2001 maakte Harrison bekend dat hij opnieuw kanker had en in Zwitserland werd bestraald. Op 29 november 2001 overleed hij op 58-jarige leeftijd in Los Angeles aan de gevolgen van de ziekte. Zijn laatste woorden waren: "Love one another" ("Hou van elkaar"). Zijn lichaam werd gecremeerd en de as werd in een besloten plechtigheid verstrooid in de Ganges. Een jaar later werd er een herdenkingsconcert voor hem gehouden, waar Paul en Ringo verschillende van zijn liederen hebben gespeeld, tezamen met een groep van zijn beste vrienden.

#### Overig
Op 30 december 1999 betrapte George Harrison een persoon in zijn eigen huis, waarbij hij steekwonden en een klaplong opliep. De 34-jarige man had op dat moment een slechte mentale gezondheid.

## Prijzen en eerbetoon
Op 29 november 2002, een jaar na het overlijden van George Harrison, werd er in de Royal Albert Hall een special concert gehouden als eerbetoon aan Harrison. Onder andere Paul McCartney, Ringo Starr, Eric Clapton, Tom Petty, Ravi Shankar en Billy Preston speelden die avond songs van Harrison. In 2003 werd dit concert uitgebracht op cd en dvd onder de titel The Concert for George.
Op 14 april 2009 werd Harrison geëerd met een ster op de beroemde Hollywood Walk of Fame.
Op 4 oktober 2011 werd de documentaire George Harrison: Living in the Material World uitgebracht. Deze werd geregisseerd door Martin Scorsese. De film ging over Harrisons leven. Onder anderen Terry Gilliam, Eric Clapton, Paul McCartney, Ringo Starr en Ravi Shankar werden geïnterviewd. Ook zijn familie, Olivia Harrison, Pattie Boyd, en Dhani Harrison kwamen aan bod.

## Discografie

### Albums
| Album met eventuele hitnotering(en) in de Nederlandse Album Top 100 | Datum van verschijnen | Datum van binnenkomst | Hoogste positie | Aantal weken | Opmerkingen                                                        |
| ------------------------------------------------------------------- | --------------------- | --------------------- | --------------- | ------------ | ------------------------------------------------------------------ |
| Wonderwall music                                                    | 1 november 1968       | -                     |                 |              | Soundtrack                                                         |
| Electronic sound                                                    | 9 mei 1969            | -                     |                 |              |                                                                    |
| All things must pass                                                | 27 november 1970      | 13 februari 1971      | 3               | 18           |                                                                    |
| The concert for Bangladesh                                          | 20 december 1971      | 22 januari 1972       | 1(4wk)          | 28           | met Friends / Livealbum                                            |
| Living in the material world                                        | 22 juni 1973          | 30 juni 1973          | 6               | 9            |                                                                    |
| Dark horse                                                          | 20 december 1974      | 11 januari 1975       | 7               | 9            |                                                                    |
| Extra texture (Read all about it)                                   | 3 oktober 1975        | 11 oktober 1975       | 25              | 5            |                                                                    |
| Thirty three & 1/3                                                  | 19 november 1976      | 11 december 1976      | 32              | 8            |                                                                    |
| The best of George Harrison                                         | 19 november 1976      | -                     |                 |              | Verzamelalbum                                                      |
| George Harrison                                                     | 23 februari 1979      | 3 maart 1979          | 31              | 7            |                                                                    |
| Somewhere in England                                                | 5 juni 1981           | 20 juni 1981          | 30              | 5            |                                                                    |
| Gone troppo                                                         | 5 november 1982       | -                     |                 |              |                                                                    |
| Cloud nine                                                          | 2 november 1987       | 21 november 1987      | 27              | 9            |                                                                    |
| Best of Dark Horse 1976-1989                                        | 23 oktober 1989       | -                     |                 |              | Verzamelalbum                                                      |
| Live in Japan                                                       | 13 juli 1992          | -                     |                 |              | Livealbum                                                          |
| Brainwashed                                                         | 18 november 2002      | -                     |                 |              |                                                                    |
| Let it roll                                                         | 12 juni 2009          | -                     |                 |              | Verzamelalbum                                                      |
| George Harrison: Living in the material world                       | 10 oktober 2011       | -                     |                 |              | Verzamelalbum (soundtrack van de documentaire van Martin Scorsese) |
| Early takes: volume 1                                               | 27 april 2012         | 5 mei 2012            | 61              | 2            | Verzamelalbum                                                      |

| Album met hitnotering(en) in de Vlaamse Ultratop 200 albums | Datum van verschijnen | Datum van binnenkomst | Hoogste positie | Aantal weken | Opmerkingen   |
| ----------------------------------------------------------- | --------------------- | --------------------- | --------------- | ------------ | ------------- |
| Let it roll                                                 | 2009                  | 4 juli 2009           | 72              | 6            | Verzamelalbum |
| Early takes: volume 1                                       | 2012                  | 12 mei 2012           | 97              | 3            | Verzamelalbum |

### Singles
| Single met eventuele hitnotering(en) in de Nederlandse Top 40 | Datum van verschijnen | Datum van binnenkomst | Hoogste positie | Aantal weken | Opmerkingen                                                            |
| ------------------------------------------------------------- | --------------------- | --------------------- | --------------- | ------------ | ---------------------------------------------------------------------- |
| My sweet lord                                                 | 1970                  | 12 december 1970      | 1(4wk)          | 12           | Nr. 1 in de Hilversum 3 Top 30 / Alarmschijf                           |
| What is life                                                  | 1971                  | 20 maart 1971         | 3               | 8            | Nr. 2 in de Hilversum 3 Top 30                                         |
| Bangla desh                                                   | 1971                  | 21 augustus 1971      | 10              | 7            | Nr. 7 in de Hilversum 3 Top 30                                         |
| Bangla desh EP                                                | 1972                  | 5 augustus 1972       | 17              | 8            | Nr. 18 in de Hilversum 3 Top 30                                        |
| Give me love (Give me peace on earth)                         | 1973                  | 9 juni 1973           | 5               | 8            | Nr. 7 in de Hilversum 3 Top 30 / Alarmschijf                           |
| Ding dong, ding dong                                          | 1975                  | 4 januari 1975        | 9               | 6            | Nr. 10 in de Nationale Hitparade                                       |
| Dark horse                                                    | 1975                  | 15 maart 1975         | tip23           | -            |                                                                        |
| This song                                                     | 1976                  | 4 december 1976       | tip2            | -            | Nr. 30 in de Nationale Hitparade                                       |
| Crackerbox palace                                             | 1977                  | 5 maart 1977          | tip4            | -            |                                                                        |
| All those years ago                                           | 1981                  | 6 juni 1981           | 36              | 4            | Nr. 43 in de Nationale Hitparade / Nr. 35 in de TROS Top 50            |
| Got my mind set on you                                        | 1987                  | 14 november 1987      | 4               | 9            | Nr. 9 in de Nationale Hitparade Top 100 / Veronica Alarmschijf Radio 3 |
| When we was fab                                               | 1988                  | 20 februari 1988      | tip11           | -            | Nr. 52 in de Nationale Hitparade Top 100                               |

| Single met hitnotering(en) in de Vlaamse Ultratop 50 | Datum van verschijnen | Datum van binnenkomst | Hoogste positie | Aantal weken | Opmerkingen                 |
| ---------------------------------------------------- | --------------------- | --------------------- | --------------- | ------------ | --------------------------- |
| My sweet lord                                        | 1970                  | -                     |                 |              | Nr. 1 in de Radio 2 Top 30  |
| What is life                                         | 1971                  | -                     |                 |              | Nr. 2 in de Radio 2 Top 30  |
| Bangla desh                                          | 1971                  | -                     |                 |              | Nr. 14 in de Radio 2 Top 30 |
| Give me love (Give me peace on earth)                | 1973                  | -                     |                 |              | Nr. 27 in de Radio 2 Top 30 |
| Ding dong, ding dong                                 | 1975                  | -                     |                 |              | Nr. 9 in de Radio 2 Top 30  |
| All those years ago                                  | 1981                  | -                     |                 |              | Nr. 30 in de Radio 2 Top 30 |
| Got my mind set on you                               | 1987                  | -                     |                 |              | Nr. 1 in de Radio 2 Top 30  |
| When we was fab                                      | 1988                  | -                     |                 |              | Nr. 29 in de Radio 2 Top 30 |

### NPO Radio 2 Top 2000
| Nummers met noteringen in de NPO Radio 2 Top 2000 | '99  | '00  | '01  | '02  | '03  | '04  | '05  | '06  | '07  | '08  | '09  | '10  | '11  | '12  | '13  | '14  | '15  | '16  | '17 | '18  | '19  | '20  | '21  | '22  | '23  | '24  |
| ------------------------------------------------- | ---- | ---- | ---- | ---- | ---- | ---- | ---- | ---- | ---- | ---- | ---- | ---- | ---- | ---- | ---- | ---- | ---- | ---- | --- | ---- | ---- | ---- | ---- | ---- | ---- | ---- |
| Bangla Desh                                       | 1426 | -    | 1223 | 1306 | 1350 | 1435 | 1548 | 1595 | 1855 | 1583 | 1743 | 1946 | -    | -    | -    | -    | -    | -    | -   | -    | -    | -    | -    | -    | -    | -    |
| Give Me Love                                      | 1793 | -    | 1522 | -    | -    | 1694 | 1755 | -    | -    | -    | -    | -    | -    | -    | -    | -    | -    | -    | -   | -    | -    | -    | -    | -    | -    | -    |
| Got My Mind Set on You                            | -    | -    | 1311 | 1029 | 1274 | 1649 | 1799 | 1951 | -    | 1883 | 1729 | -    | 1927 | -    | -    | -    | -    | -    | -   | -    | -    | -    | -    | -    | -    | -    |
| My Sweet Lord                                     | 740  | 1452 | 581  | 375  | 326  | 654  | 701  | 678  | 981  | 643  | 620  | 662  | 685  | 1008 | 902  | 934  | 1040 | 1014 | 986 | 1106 | 1188 | 1403 | 1314 | 1409 | 1490 | 1498 |
| What Is Life                                      | 1511 | 1644 | 966  | 1094 | 1050 | 1232 | 1533 | 1674 | 1573 | 1423 | 1549 | 1750 | 1855 | -    | 1918 | 1875 | -    | -    | -   | -    | -    | -    | -    | -    | -    | -    |

1. ↑  Een '-' betekent dat het nummer niet was genoteerd en een vetgedrukt getal geeft de hoogste notering van een nummer aan.

### Dvd's
| Dvd's met hitnoteringen in de Nederlandse Music Top 30 | Datum van verschijnen | Datum van binnenkomst | Hoogste positie | Aantal weken | Opmerkingen                   |
| ------------------------------------------------------ | --------------------- | --------------------- | --------------- | ------------ | ----------------------------- |
| The concert for Bangladesh                             | 2005                  | 12 november 2005      | 23              | 1            | als George Harrison & Friends |